# Somatochlora forcipata
Somatochlora forcipata är en trollsländeart som först beskrevs av Samuel Hubbard Scudder 1866.  Somatochlora forcipata ingår i släktet glanstrollsländor, och familjen skimmertrollsländor. Inga underarter finns listade i Catalogue of Life.